# Wielki Jawornik
Wielki Jawornik (słow. Veľký Javorník) – najwyższy szczyt pasma górskiego Jaworniki w Zewnętrznych Karpatach Zachodnich, na pograniczu morawsko-słowackim. Leży w środkowej części pasma. Wysokość 1071 m n.p.m. Tuż na zachód od szczytu przebiega granica słowacko-czeska. Północno-wschodnie stoki góry obejmuje rezerwat przyrody Veľký Javorník, ale szczyt jest dostępny dla turystów, również od strony granicy.